# Comité olympique bolivien
Le Comité olympique bolivien (en espagnol : Comité Olímpico Boliviano), est le comité olympique officiel de la Bolivie. 
 De code CIO BOL, il fut créé en 1932 et reconnu en 1936. 
 Son président est actuellement Kjarol Herrera Balderas et son secrétaire général Jorge España Larrera. Son siège est situé à La Paz, à l'adresse suivante: 
 Casilla postal, 4481, Calle México No 1744, La Paz